# Ivan Either
Ivan Either (u spisima također: Eyther, Ajther, itd.) (umro u Zagrebu, 1822.), zagrebački graditelj.
Bio je podrijetlom iz Moravske, otkuda je došao u Zagreb 1775. godine. Vodio je gradnje i radio nacrte za zgrade i gradske predjele. Bio je vodeći gradski arhitekt posljednja dva desetljeća 18. stoljeća. Godine 1808. – 1809. povjerena mu je obnova Banskih dvora za bana Ignaca Gyulaya. Radio je planove za adaptaciju kuće Oršić u Ćirilometodskoj 5 za gradsku vijećnicu. Prilikom posjeta cara Franje II Zagrebu, radio je dekoraciju i osvjetljenje Gornjega grada. Sačuvan je niz njegovih nacrta za razne objekte u Zagrebu (palača Vojković, franjevački samostan, isusovački kolegij, bolnica na Harmici, gradska ubožnica), koji većinom predstavljaju snimke postojećeg stanja. Ivan Either bio je bratučed graditelja Jurja Eithera, s kojim je imao zajednički obrt. Godine 1795. zapošljavali su 36 pomoćnika i 7 naučnika.